# Леба, Филипп Франсуа Жозеф
Фили́пп Франсуа́ Жозе́ф Леба́ (фр. Philippe-François-Joseph Le Bas; 4 ноября 1765, Фреван — 28 июля 1794, Париж) — французский политический деятель, по профессии адвокат. Отец археолога и наставника будущего Наполеона III Филиппа Леба.

## Биография
Избранный в члены Конвента в 1792 году, Леба примкнул к Горе, подал голос за смерть короля, без апелляции к народу и без отсрочки.
Женатый на сестре невесты Робеспьера, был глубоко предан последнему и действовал в его духе как в Комитете общей безопасности, так и во время миссий в армии. Когда 9 термидора решено было арестовать Робеспьера, Леба выразил желание разделить его судьбу и был отведён в тюрьму де-ля-Форс.
Анрио вскоре освободил его; с Сен-Жюстом и Кутоном Леба отправился в мэрию и пытался побудить Робеспьера к сильным мерам против общих врагов. Когда Робеспьер был ранен, Леба счёл его убитым и застрелился. На следующий день, когда объявленных вне закона робеспьеристов казнили, труп Леба тоже был гильотинирован.